# Шахматист (фильм)
«Шахматист» (фр. Fahim) — французский художественный фильм режиссёра Пьера-Франсуа Мартен-Лаваля. В основе сюжета лежит автобиографическая книга Фахима Мохаммада, Ксавьера Парментье и Софи Ле Калленнек. В фильме снимались Асад Ахмед, Жерар Депардьё и Изабель Нанти.

## Сюжет
Юный Фахим и его отец вынуждены покинуть Бангладеш, оставив остальную семью. На французской земле их просьба о политическом убежище была отклонена, в связи с чем они оказываются в положении нелегальных мигрантов. Здесь они встречают Сильвена, тренера по шахматам (персонаж, вдохновленный мастером ФИДЕ Ксавье Парментье). Отношения между ними проходят через сложный период и постепенно переходят в дружбу. Благодаря Сильвену Фахим выходит на чемпионат Франции среди молодежи. Фахим пока не знает, что конкурс позволит его отцу избежать высылки из страны.

## В ролях
- Асад Ахмед — Фахим Мохаммед
- Жерар Депардьё — Сильвен Шарпантье
- Мизанур Рахаман — Нура
- Изабель Нанти — Матильда
- Сара Туффик Отман-Шмитт — Луна
- Виктор Херру — Луи

## Релиз
Премьера фильма состоялась на кинофестивале в Ангулеме 23 августа 2019 года. Фильм был выпущен во Франции компанией Wild Bunch Distribution 16 октября 2019 года.

## Прием критиков
AlloCiné дал фильму 3,4 балла из 5.
Le parisien в номере от 15 октября 2019 года дала фильму положительную оценку.